# The Far Country
The Far Country is een Amerikaanse film uit 1954 van Anthony Mann met in de hoofdrollen James Stewart, Ruth Roman en Walter Brennan.
De film is losjes gebaseerd op het schrikbewind dat werd uitgeoefend door de politicus/bendeleider Soapy Smith in het stadje Skakwag (Alaska) rond 1896 ten tijde van de Klondike Goldrush. Smith heeft echt bestaan, hij werd geboren als Jefferson Randolph Smith II (November 2, 1860 – July 8, 1898) en kreeg zijn bijnaam Soapy vanwege zijn oplichterspraktijken met stukken zeep. Overigens komt in de film de naam Soapy Smith niet voor, om problemen met eventuele nabestaanden te voorkomen werd Smith in de film Gannon genoemd.
James Stewart en regisseur Anthony Mann werkten samen aan vijf westerns: Winchester '73 (1950), Bend of the River (1952), The Naked Spur (1953), The Man from Laramie (1955) en The Far Country.

## Verhaal
In 1896 arriveert veedrijver Jeff Webster met een kudde koeien in Seattle. Hij wordt hartelijk ontvangen door zijn partner Ben Tatum. Webster heeft onderweg een aantal veedieven doodgeschoten om zijn kudde te redden. Samen met zijn partner wil Webster de kudde verkopen in Skakwag in Alaska en al snel schepen ze zich in. Net als de boot vertrekt, verschijnt de sheriff om Jeff te arresteren wegens moord op de veedieven. De kapitein van het schip belooft de sheriff dat hij Jeff Webster zal opsluiten en bij terugkeer uitleveren. Maar Jeff laat zich niet zomaar oppakken en vlucht naar de hut van Ronda Castle die hem verbergt. Eenmaal in Skakwag ontsnapt Jeff van de boot en komt gelijk in aanvaring met de corrupte politicus Gannon. Jeff wordt gearresteerd en in de saloon "berecht" door een aangeschoten Gannon die zijn kudde confisqueert, maar Jeff wel vrijspreekt. Zijn beschermengel Ronda vraagt Jeff of hij voor haar voorraden naar de lokale saloon in Dawson wil brengen. Omdat Gannon de in beslag genomen kudde ook daarheen brengt, accepteert Jeff haar aanbod. Samen met Ben en een helper genaamd Rube, gaat Jeff op weg en achterhaalt zijn kudde. Om te voorkomen dat Gannon hem achterna komt vlucht Jeff de grens naar Canada over. Als hij terugkeert bij zijn partner is daar ook Ronda, die hem vraagt haar door het ruige land te begeleiden. Maar al snel negeert Ronda zijn instructies, neemt een kortere weg en wordt getroffen door een lawine. Ze wordt gered door Jeff en samen rijden ze naar Dawson. Als hij zijn kudde heeft gered koopt Jeff een stuk land en begint goud te zoeken. Al snel heeft hij een aantal zakken met goud bijeen geraapt en maakt zich op om terug te keren naar Skakwag. Maar er worden steeds meer goudzoeker gedood en beroofd en de inwoner van Dawson zoeken een sheriif. Als Jeff de post weigert, bieden de dorpelingen de sheriffsster aan Rube aan. De oude Rube accepteert de baan, maar wordt gelijk bedreigt door Gannon die naar de stad is gekomen. Aangezien Rube er alleen voorstaat, laat Jeff zijn afzijdigheid varen en kiest de kant van de sheriff. Gannon en zijn mannen druipen af, maar Rube's trots is geraakt. Hij verdrinkt zijn vernedering in de saloon. Als Ben en Jeff te paard vertrekken naar Skakwag worden ze overvallen door Gannons mannen. In het vuurgevecht dat volgt wordt Ben doodgeschoten, terwijl Jeff gewond raakt en het goud gestolen. De zwaargewonde Jeff klopt aan bij Renee Vallon, een Frans-Canadese die verliefd op hem is. Terwijl Jeff lang herstelt, moet hij machteloos toezien hoe Gannon de stad Dawson terroriseert. Als de burgers vluchten, gaat de nog altijd gewonde Jeff de straat op en probeert ze tegen te houden. Als niemand luistert, gespt hij zijn holster om en confronteert Gannon. Als Rhonda ziet dat Jeff niet in staat is om met Gannon een duel aan te gaan, holt ze naar hem toe en wordt in de rug geschoten door de corrupte politicus. Dankzij het offer van Rhonda kan Jeff zijn revolver trekken en beide mannen schieten op elkaar. Hoewel Jeff in zijn been wordt geraakt weet hij Gannon uiteindelijk te doden. Maar nu rukken de mannen van Gannon op en bedreigen Jeff, maar voor ze iets kunnen doen worden ze verdreven door Rube die de dorpsbewoners heeft verzameld en bewapend. De gewonde Jeff strompelt terug en wordt omhelsd door Renee.

## Rolverdeling
| Acteur         | Personage            |
| -------------- | -------------------- |
| James Stewart  | Jeff Webster         |
| Ruth Roman     | Ronda Castle         |
| Walter Brennan | Ben Tatum            |
| Corinne Calvet | Renee Vallon         |
| John McIntire  | Gannon               |
| Jay C. Flippen | Marshall Rube Morris |
| Harry Morgan   | Ketchum              |

## Productie

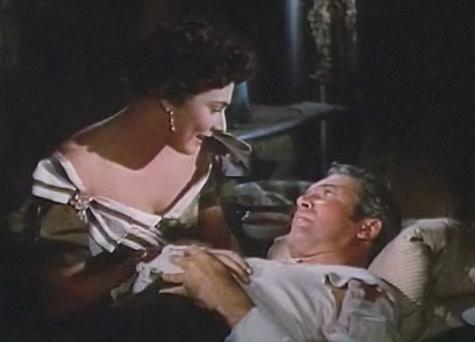
James Stewart en Corinne Calvet

De film werd opgenomen in Canada, in het nog ruige deel van Alberta, bij de Athabasca Glacier en in Jasper National Park. In de film berijdt acteur James Stewart zijn favoriete paard, Pie. In totaal zou Pie in 17 westerns met Stewart optreden. Het was een intelligent dier en het verhaal gaat dat Pie de aanwijzingen van Stewart blind opvolgde. Voor de opnames van de climax van The Far Country moest het dier alleen en zonder berijder door een donkere straat lopen. Volgens assistent-regisseur John Sherwood praatte Stewart even met het dier en vervolgens liep Pie in een rechte lijn door de straat. Er was maar een opname nodig. Toen Pie in 1970 stierf, begroef de acteur het dier op zijn ranch in Californië.